# Helmer Hanssen
Helmer Hanssen (24 de setembro de 1870 – 2 de agosto de 1956) foi um explorador polar norueguês. Foi um dos cinco homens que alcançou o Pólo Sul em 14 de dezembro de 1911, fazendo parte da expedição polar de Roald Amundsen.